# Aribert van Anhalt

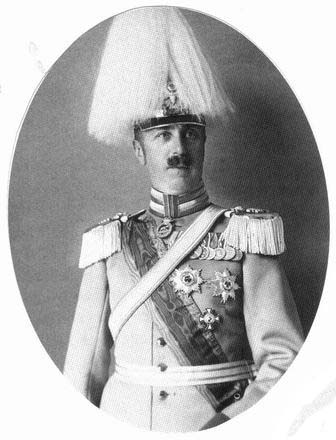
Aribert van Anhalt

Aribert Jozef Alexander van Anhalt (Wörlitz, 18 juni 1866 - München, 24 december 1933) was een prins van Anhalt-Dessau uit het huis der Ascaniërs. Hij was regent van het Hertogdom Anhalt.
Hij was het vijfde kind en de jongste zoon van Frederik I van Anhalt en Antoinette van Saksen-Altenburg. 
Op 6 juli 1891 trouwde hij in St. George’s Kapel van Windsor Castle met Marie Louise van Sleeswijk-Holstein-Sonderburg-Augustenburg, een kleindochter van koningin Victoria. Het huwelijk was echter ongelukkig en bleef kinderloos. Men beweerde later dat Aribert homoseksueel zou zijn. Hertog Frederik wist het huwelijk in 1900 te ontbinden. Prinses Marie Louise was op dat moment op een officieel bezoek in Canada, maar keerde meteen terug naar Groot-Brittannië toen ze het nieuws te horen kreeg.
In 1918 nam hij het regentschap over het hertogdom Anhalt op zich, ten behoeve van zijn minderjarige neef Joachim Ernst. Hij zag zich niet veel later gedwongen om namens zijn neefje afstand te doen van de troon.